# Marg Helgenberger
Mary Margaret Helgenberger (* 16. listopadu 1958, Fremont, Nebraska, USA) je americká herečka nominovaná na Emmy a Zlatý glóbus. Je známá díky roli Catherine Willowsové v seriálu Kriminálka Las Vegas a KC Koloski v seriálu China Beach, za kterou obdržela cenu Emmy.

## Životopis

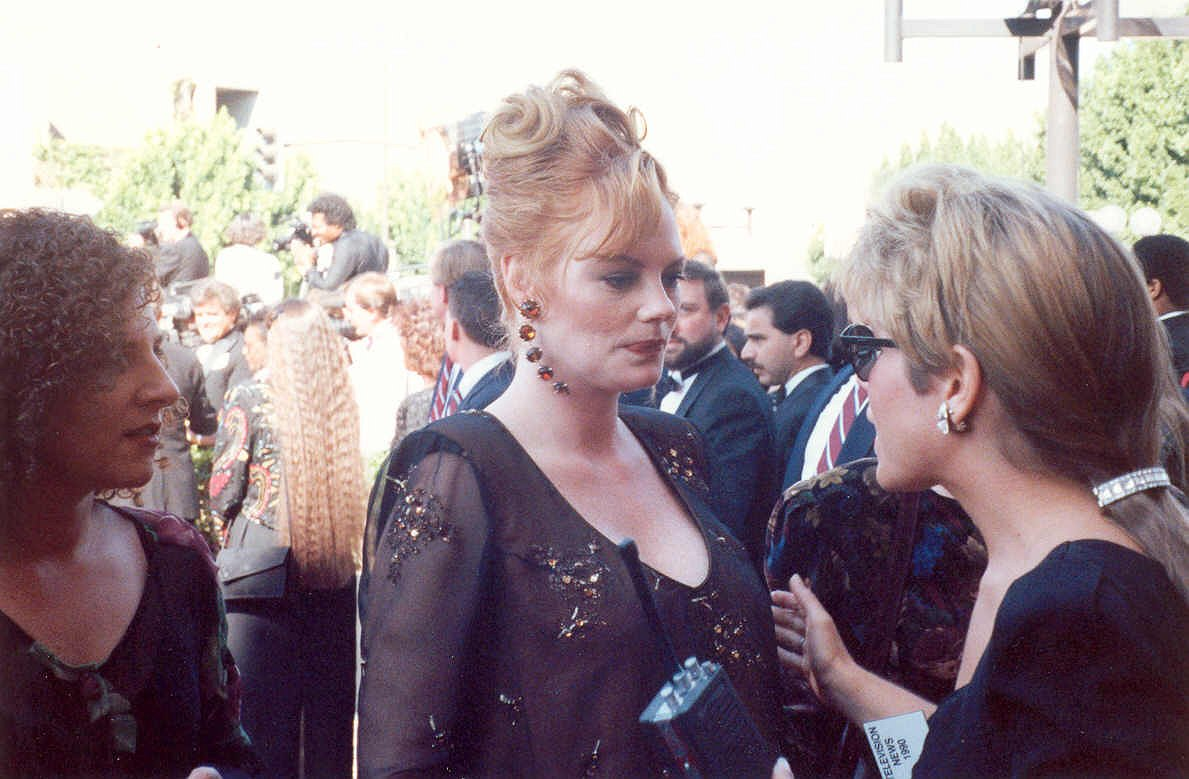
Marg Helgenberger na předávání Emmy v roce 1990

Je dcerou zdravotní sestry a kontrolora masa, má německé a irské předky a dostalo se jí katolické výchovy. Má starší sestru Ann a mladšího bratra Curta. Než šla na vysokou, chtěla být zdravotní sestrou po své matce, stala se ale moderátorkou počasí. Po škole dostala první profesionální roli v jedné dlouhotrvající soap opeře. Pak vystřídala několik menších rolí v různých seriálech. V roce 1988 přišla její velká role v seriálu China Beach, za kterou získala Emmy. Pak přišlo konečně několik rolí ve filmech (After Midnight, Always, A Guy Named Joe, Mizerové, Mutant,...). Během devadesátých let se objevila v mnoha televizních pořadech (např. Pohotovost). Další velkou rolí byla až Catherine Willowsová v seriálu Kriminálka Las Vegas, která jí přinesla dvě nominace na Emmy i na Zlatý glóbus. Hrála také v Oscarové Erin Brockovich, ve filmu V dobré společnosti.
V jejím domovském městě North Bend ve státě Nebraska pojmenovali ulici, kde bydlí Helgenberger Avenue.
Pravidelně se umisťuje v seznamech nejpřitažlivějších žen, kde je většinou jednou z nejstarších, které se umístily. V roce 2003 ji oslovil Playboy, aby se pro něj svlékla, ale odmítla.
Jejím manželem je herec Alan Rosenberg, se kterým má syna Hugha Howarda (* 21. říjen 1990).

## Filmografie

### Film
| Rok  | Název                             | Role                    | Poznámky                  |
| ---- | --------------------------------- | ----------------------- | ------------------------- |
| 1982 | Tootsie                           | Suzanne                 | neobjevila se v titulcích |
| 1989 | After Midnight                    | Alex                    |                           |
| 1989 | Peacemaker                        | slečna Cooperová        |                           |
| 1989 | Navždy                            | Rachel                  |                           |
| 1991 | Pokřivená srdce                   | Jennetta                |                           |
| 1993 | Distant Cousins                   | Connie                  |                           |
| 1994 | Cesta kovbojů                     | Margarette              |                           |
| 1995 | Just Looking                      | Darlene Carpenter       |                           |
| 1995 | Mizerové                          | kapitán Alison Sinclair |                           |
| 1995 | Mutant                            | Dr. Laura Baker         |                           |
| 1996 | Mí drazí Američané                | Joanna                  | neobjevila se v titulcích |
| 1996 | Hlavolam                          | detektiv Rose Ekberg    |                           |
| 1997 | The Last Time I Committed Suicide | Lizzy                   |                           |
| 1997 | Tajný agent Jack T.               | Sarah Kellogg           |                           |
| 1998 | Mutant 2                          | Dr. Laura Baker         |                           |
| 1999 | Příslib smrti                     | Ellen Farris            |                           |
| 2000 | Erin Brockovich                   | Donna Jensen            |                           |
| 2004 | V dobré společnosti               | Ann                     |                           |
| 2007 | Mr. Brooks                        | Emma Brooks             |                           |
| 2008 | Columbus Day                      | Alice                   |                           |
| 2009 | Conan: Red Nail                   | princezna Tascela       |                           |
| 2016 | Almost Friends                    | Samantha                |                           |
| 2019 | Psí poslání 2                     | Hannah                  |                           |

### Televize
| Rok                   | Název                                        | Role                       | Poznámky |
| --------------------- | -------------------------------------------- | -------------------------- | --- |
| 1982-1986             | Ryan's Hope                                  | Siobhan Ryan Novak         | 26 dílů |
| 1986                  | Spenser: For Hire                            | Nancy Kettering            | díl: „An Eye for an Eye“ |
| 1987                  | Shell Game                                   | Natalie Thayer             | 6 dílů |
| 1987                  | Matlock                                      | Laura Norwood              | díl: „The Gambler“ |
| 1987                  | Karen's Song                                 | Francie                    | 1 díl |
| 1987                  | thirtysomething                              | Cooper                     | 1 díl |
| 1988-1991             | China Beach                                  | K.C. Kolowski              | hlavní role, 61 dílů Cena Emmy v kategorii Nejlepší herečka ve vedlejší roli v dramatickém seriálu (+ dvakrát nominována) nominace na Zlatý glóbus v kategorii Nejlepší herečka ve vedlejší roli v seriálu, minisérii nebo TV filmu |
| 1990                  | Slepá pomsta                                 | Virginia Whitelaw          | TV film |
| 1991                  | Sny o smrti                                  | Crista Westfield           | TV film |
| 1991                  | Příběhy ze záhrobí                           | Vicki                      | díl: „Deadline“ |
| 1991                  | The Hidden Room                              | Jane                       | díl: „A Friend in Need“ |
| 1992                  | In Sickness and in Health                    | Mickey                     | TV film |
| 1992                  | Očima vraha                                  | Laurie Fisher              | TV film |
| 1993                  | Partners                                     | Georgeanne Bidwell         | TV film |
| 1993                  | Monstrum                                     | Roberta 'Bobbi' Anderson   | minisérie |
| 1993                  | When Love Kills: The Seduction of John Hearn | Debbie Banister            | TV film |
| 1993                  | Padlí andělé                                 | Eve Cressy                 | díl: „I'll Be Waiting“ |
| 1994                  | Ostrovy                                      | Maureen 'Kick' Kickasola   | TV film |
| 1994                  | Lie Down with Lions                          | Kate Nessen                | TV film |
| 1994                  | Where Are My Children?                       | Vanessa Meyer Vernon Scott | TV film |
| 1995                  | Show Larryho Sanderse                        | Susan Elliot               | díl: „Nothing Personal“ |
| 1995                  | Hořlavina                                    | Kay Dolen                  | TV film |
| 1996                  | Pohotovost                                   | Karen Hines                | 5 dílů |
| 1997                  | Vražda v přímém přenosu                      | Pia Postman                | TV film |
| 1997                  | Zlaté pobřeží                                | Karen DiCilia              | TV film |
| 1998                  | Válka v Zálivu                               | Jerrilynn Folz             | TV film |
| 1998                  | Giving Up the Ghost                          | Anna Hobson                | TV film |
| 1999                  | Partners                                     | Eve Darrin                 | 1 díl |
| 1999                  | Vraždy s úsměvem                             | Jen Powell                 | TV film |
| 2000                  | Frasier                                      | Emily                      | díl: „Out with Dad“ |
| 2000                  | Dokonalá vražda, dokonalé město              | Patsy Ramsey               | TV film |
| 2000–2012, 2013, 2015 | Kriminálka Las Vegas                         | Catherine Willowsová       | hlavní role, 264 dílů 2× nominace na Zlatý glóbus v kategorii Nejlepší herečka v dramatickém seriálu 2× nominace na cenu Emmy v kategorii Nejlepší herečka v hlavní roli v dramatickém seriálu                                      |
| 2004                  | Tatík Hill a spol.                           | paní Hanoverová            | díl: „Hank's Back“ |
| 2014                  | Inteligence                                  | Lillian Strand             | hlavní role, 13 dílů |
| 2015                  | CSI: Immortality                             | Catherine Willowsová       | TV film uvedený jako závěr Kriminálky Las Vegas |
| 2015                  | Pod kupolí                                   | Christine Price            | vedlejší role, 11 dílů |
| 2017                  | Hell's Kitchen                               | samu sebe                  | díl: „Aerial Maneuvers“ |
| 2019                  | All Rise                                     | Judith                     | hlavní role |
| 2022                  | CSI: Vegas                                   | Catherine Willowsová       | hlavní role, druhá řada |